# Epeiroides bahiensis
Epeiroides bahiensis Keyserling, 1885 è un ragno appartenente alla famiglia Araneidae.
È l'unica specie nota del genere Epeiroides.

## Etimologia
Il nome deriva dal greco ἑπί, epì, cioè sopra e εῖρειν, èirein, cioè intrecciare e il suffisso ὀὶδα, òida, cioè simile a, che somiglia a, che ha l'aspetto di, per le molte somiglianze all'ex-genere Epeira.

## Distribuzione
L'unica specie oggi nota di questo genere è stata rinvenuta nell'America centromeridionale, precisamente in Ecuador, Costa Rica, Venezuela, Brasile, Perù, Colombia e Guyana.

## Tassonomia
Apparentemente rimosso ufficialmente dalla sinonimia con Araneus Clerck, 1757 solo nel 1945 a seguito di un lavoro di Mello-Leitão.
Dal 2012 non sono stati esaminati altri esemplari, né sono state descritte sottospecie al 2014.

### Specie trasferite
- Epeiroides albonotatus Mello-Leitão, 1945; trasferita al genere Alpaida O. P.-Cambridge, 1889, con la denominazione provvisoria di Alpaida albonotata (Mello-Leitão, 1945); a seguito di un lavoro di Levi del 1988 ne è stata riscontrata la sinonimia con Alpaida truncata (Keyserling, 1865) e ivi assegnata[1].
- Epeiroides lamprus Soares & Camargo, 1948; trasferita al genere Verrucosa McCook, 1888 con la denominazione di Verrucosa lampra (Soares & Camargo, 1948) a seguito di uno studio di Levi del 1989[1].